# Бельгард (Жер)
Бельга́рд (фр. Bellegarde) — коммуна во Франции, находится в регионе Юг — Пиренеи. Департамент — Жер. Входит в состав кантона Масёб. Округ коммуны — Миранд.
Код INSEE коммуны — 32041.

## География

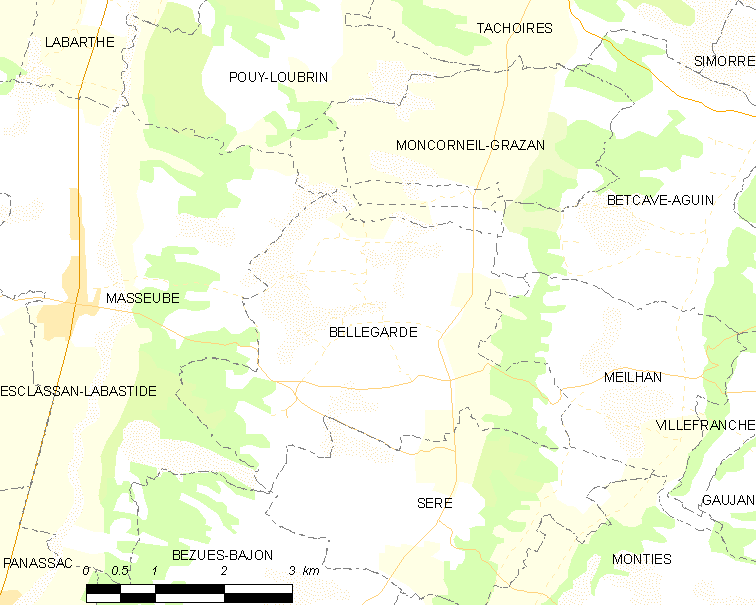
Карта коммуны

Коммуна расположена приблизительно в 620 км к югу от Парижа, в 70 км западнее Тулузы, в 25 км к югу от Оша.
На востоке коммуны протекает река Арратс.

## Климат
Климат умеренно-океанический. Лето жаркое и немного дождливое, температура часто превышает 35 °С. Зимой часто бывает отрицательная температура и ночные заморозки. Годовое количество осадков — 700—900 мм.

## Население
Население коммуны на 2010 год составляло 172 человека.
| 1962 | 1968 | 1975 | 1982 | 1990 | 1999 | 2010 |
| ---- | ---- | ---- | ---- | ---- | ---- | ---- |
| 232  | 203  | 165  | 148  | 150  | 136  | 172  |

## Администрация
| Период | Период | Фамилия           | Партия        | Примечания |
| ------ | ------ | ----------------- | ------------- | ---------- |
| ?      | 2001   | Мишель Эстебене   |               |            |
| 2001   | 2014   | Патрисия Эстебене | Разные правые |            |
| 2014   | 2020   | Жан-Филипп Жеро   |               |            |

## Экономика
В 2010 году среди 108 человек трудоспособного возраста (15—64 лет) 66 были экономически активными, 42 — неактивными (показатель активности — 61,1 %, в 1999 году было 46,7 %). Из 66 активных жителей работали 60 человек (35 мужчин и 25 женщин), безработных было 6 (4 мужчины и 2 женщины). Среди 42 неактивных 14 человек были учениками или студентами, 12 — пенсионерами, 16 были неактивными по другим причинам.